# Arabia Terra
Arabia Terra é uma vasta região planáltica no norte de Marte, essa região é repleta de crateras e bastante erodida. Essa topografia acidentada indica que essa região deve ser muito antiga, sendo presumido que a Arabia Terra possui um dos terrenos mais antigos desse planeta. Essa região tem uma extensão de 4.500 km, localizada entre as coordenadas 22.8°N e 5°L, com elevações de 4 km no leste e sul acima do noroeste. Junto a suas inúmeras crateras, cânions atravessam a Arabia Terra, muitos terminando nas grandes terras baixas setentrionais de Marte, com a qual Terra Arabia se delimita ao norte.
Arabia Terra recebeu esse nome em 1979, seguindo uma clássica designação baseada em algumas características do albedo. Esse nome deriva da Península Arábica terrestre.
Foram feitas pesquisas nessa região em 1997, definindo melhor a individualidade dessa província. Um cinturão equatorial com crateras bem mais jovens que as da parte norte e as de Noachis Terra ao sul foi observado. isso foi interpretado como um  "sistema back-arc incipiente" provocado pela subducção das terras baixas de Marte sob Arabia Terra durante a era Nequiana. Padrões fractais da região também podem ser explicados dessa maneira, assim sendo a instabilidade rotacional do planeta não foi apoiada.

## Referencias
- Google Mars centrado em Arabia Terra